# Kardinálové volitelé v papežském konkláve 2025
Ke dni 19. dubna 2025 (tedy den před vakancí papežského stolce) z celkem 252 kardinálů bylo 135 mladších 80 let (ti se mohou účastnit konkláve). 5 volitelů bylo jmenováno Janem Pavlem II., 22 jmenoval Benedikt XVI., zbylých 108 papež František. 

Rozvržení kardinálů podle kontinentu původu

## Evropští kardinálové
- Américo kardinál Aguiar (kardinál-kněz, biskup setúbalský)
- Anders kardinál Arborelius OCD (kardinál-kněz, biskup stockholmský)
- Ángel Fernández kardinál Artime (hlavní představený salesiánů)
- Jean-Marc kardinál Aveline (kardinál-kněz, arcibiskup marseilleský)
- Fabio kardinál Baggio (podsekretář Dikasteria pro službu integrálnímu lidskému rozvoji)
- Philippe Xavier Ignace kardinál Barbarin (kardinál-kněz, arcibiskup lyonský)
- Domenico kardinál Battaglia (arcibiskup neapolský)
- Giuseppe kardinál Betori (kardinál-kněz, arcibiskup florentský)
- Josip kardinál Bozanić (kardinál-kněz, arcibiskup záhřebský)
- François-Xavier kardinál Bustillo (biskup ajaccijský)
- Mykola kardinál Byčok (eparcha ukrajinské eparchie sv. Petra a Pavla v Melbourne)
- Antonio kardinál Cañizares Llovera (kardinál-kněz, arcibiskup valencijský)
- Oscar kardinál Cantoni (kardinál-kněz, biskup comský)
- Angelo kardinál De Donatis (kardinál-kněz, Generální vikář Jeho Svatosti pro římskou diecézi)
- Jozef kardinál De Kesel (kardinál-kněz, arcibiskup mechelensko-bruselský)
- Willem Jacobus kardinál Eijk (kardinál-kněz, arcibiskup utrechtský)
- Péter kardinál Erdő (kardinál-kněz, arcibiskup ostřihomsko-budapešťský)
- Fernando kardinál Filoni (kardinál-biskup, Velmistr Řádu Božího Hrobu)
- Mauro kardinál Gambetti O.F.M.Conv. (kardinál-jáhen, Generální vikář Jeho Svatosti pro Vatikánské město)
- Mario kardinál Grech (kardinál-jáhen, generální sekretář Synodu biskupů)
- Claudio kardinál Gugerotti (kardinál-jáhen, prefekt Dikasteria pro východní církve)
- Jean-Claude kardinál Hollerich SJ (kardinál-kněz, arcibiskup lucemburský a současný předseda COMECE)
- Kurt kardinál Koch (kardinál-kněz, prefekt Dikasteria pro podporu jednoty křesťanů)
- Konrad kardinál Krajewski (kardinál-jáhen, apoštolský almužník)
- Augusto Paolo kardinál Lojudice (kardinál-kněz, arcibiskup sienský)
- Cristóbal kardinál López Romero SDB (arcibiskup Rabatu)
- Manuel José kardinál Macário do Nascimento Clemente (kardinál-kněz, emeritní patriarcha lisabonský)
- Rolandas kardinál Makrickas (arcikněz-koadjutor papežské baziliky Santa Maria Maggiore)
- António kardinál Marto (kardinál-kněz, emeritní biskup Leiria-Fátima)
- Dominique François Joseph kardinál Mamberti (kardinál-jáhen, kuriální biskup)
- Giorgio kardinál Marengo I.M.C. (kardinál-kněz, apoštolský prefekt v Ulánbátaru)
- Reinhard kardinál Marx (kardinál-kněz, arcibiskup mnichovsko-freisingský)
- Francesco kardinál Montenegro (kardinál-kněz, emeritní arcibiskup agrigentský)
- Gerhard Ludwig kardinál Müller (kardinál-jáhen, emeritní prefekt Kongregace pro nauku víry)
- László kardinál Német (arcibiskup bělehradský)
- Vincent Gerard kardinál Nichols (kardinál-kněz, arcibiskup westminsterský)
- Kazimierz kardinál Nycz (kardinál-kněz, arcibiskup varšavský)
- Carlos kardinál Osoro Sierra (kardinál-kněz, arcibiskup madridský)
- Juan José kardinál Omella Omella (kardinál-kněz, arcibiskup barcelonský)
- Pietro kardinál Parolin (kardinál-biskup, kardinál státní sekretář)
- Giuseppe kardinál Petrocchi (kardinál-kněz, arcibiskup aquilský)
- Christophe Louis Yves Georges kardinál Pierre (kardinál-jáhen, apoštolský nuncius)
- Pierbattista kardinál Pizzaballa OFM (kardinál-kněz, latinský patriarcha jeruzalémský, velkopřevor Řádu Božího hrobu)
- Vinko kardinál Puljić (kardinál-kněz, arcibiskup vrchbosenský)
- Timothy Peter Joseph kardinál Radcliffe (teolog)
- Baldassare kardinál Reina (pomocný biskup diecéze římské a Generální vikář Jeho Svatosti pro římskou diecézi)
- Roberto kardinál Repole (arcibiskup turínský)
- Arthur kardinál Roche (kardinál-jáhen, prefekt Dikasteria pro bohoslužbu a svátosti)
- Stanisław Marian kardinál Ryłko (kardinál-kněz, dříve kuriální biskup)
- Grzegorz Wojciech kardinál Ryś (kardinál-kněz, arcibiskup lodžský)
- Marcello kardinál Semeraro (kardinál-jáhen, prefekt Dikasteria pro blahořečení a svatořečení)
- José Tolentino kardinál Calaça de Mendonça (kardinál-jáhen, prefekt Dikasteriua pro kulturu a vzdělávání)
- Emil Paul kardinál Tscherrig (kardinál-jáhen, dříve apoštolský nuncius)
- Rainer Maria kardinál Woelki (kardinál-kněz, arcibiskup kolínský)
- Mario kardinál Zenari (kardinál-jáhen, apoštolský nuncius v Sýrii)
- Matteo Maria kardinál Zuppi (kardinál-kněz, arcibiskup boloňský)

## Američtí kardinálové
- Carlos kardinál Aguiar Retes (kardinál-kněz, arcibiskup mexický)
- João kardinál Braz de Aviz (kardinál-kněz, prefekt pro společnosti zasvěceného života a společnosti apoštolského života)
- Leopoldo José kardinál Brenes Solórzano (kardinál-kněz, arcibiskup managujský)
- Raymond Leo kardinál Burke (kardinál-kněz, bývalý prefekt apoštolské signatury)
- Luis Gerardo kardinál Cabrera Herrera (arcibiskup v Guayaquilu)
- Carlos Gustavo kardinál Castillo Mattasoglio (arcibiskup limský)
- Paulo kardinál Cezar Costa (kardinál-kněz, arcibiskup brasilský)
- Thomas Christopher kardinál Collins (kardinál-kněz, emeritní arcibiskup torontský)
- Blase Joseph kardinál Cupich (kardinál-kněz, arcibiskup chicagský)
- Michael kardinál Czerny SJ (kardinál-jáhen, podsekretář oddělení pro migranty na Úřadu pro integrální lidský rozvoj)
- Sérgio kardinál da Rocha (kardinál-kněz, arcibiskup v São Salvador da Bahia)
- Daniel Nicholas kardinál DiNardo (kardinál-kněz, arcibiskup galvestonsko-houstonský)
- Timothy Michael kardinál Dolan (kardinál-kněz, arcibiskup newyorský)
- Kevin Joseph kardinál Farrell (kardinál-jáhen, prefekt Dikasteria pro laiky, rodinu a život)
- Juan de la Caridad kardinál García Rodríguez (kardinál-kněz, arcibiskup San Cristóbal de la Habana)
- Víctor Manuel kardinál Fernández (kardinál-jáhen, prefekt Dikasteria pro nauku víry)
- Wilton Daniel kardinál Gregory (kardinál-kněz, arcibiskup washingtonský)
- James Michael kardinál Harvey (kardinál-jáhen, kuriální biskup)
- Fernando Natalio kardinál Chomalí Garib (arcibiskup v Santiago de Chile)
- Vicente Bokalič kardinál Iglic (arcibiskup v Santiago del Estero a primas argentinský)
- Gérald Cyprien kardinál Lacroix ISPX (kardinál-kněz, arcibiskup québecký)
- Chibly kardinál Langlois (kardinál-kněz, biskup cayeský)
- Francis kardinál Leo (arcibiskup torontský)
- Adalberto kardinál Martínez Flores (kardinál-kněz, arcibiskup Asunciónu)
- Robert Walter kardinál McElroy (kardinál-kněz, biskup sandiegský)
- Mario Aurelio kardinál Poli (kardinál-kněz, arcibiskup v Buenos Aires)
- Robert Francis kardinál Prevost Martínez OSA (kardinál-jáhen, prefekt Dikasteria pro biskupy)
- Álvaro Leonel kardinál Ramazzini Imeri (kardinál-kněz, biskup Huehuetenanga)
- Francisco kardinál Robles Ortega (kardinál-kněz, arcibiskup guadalajarský)
- Ángel Sixto kardinál Rossi (kardinál-kněz, arcibiskup córdobský)
- Luis José kardinál Rueda Aparicio (kardinál-kněz, arcibiskup bogotský)
- Odilo Pedro kardinál Scherer (kardinál-kněz, arcibiskup sãopaulský)
- Jaime kardinál Spengler (kardinál-kněz, arcibiskup v Porto Alegre)
- Leonardo Ulrich kardinál Steiner OFM (kardinál-kněz, arcibiskup manauský)
- Daniel Fernando kardinál Sturla Berhouet SDB (kardinál-kněz, arcibiskup montevidejský)
- Orani João kardinál Tempesta OCist (kardinál-kněz, arcibiskup v Riu de Janeiro)
- Joseph William kardinál Tobin CSsR (kardinál-kněz, arcibiskup newarský)

## Asijští, australští a oceánští kardinálové
- Jose Fuerte kardinál Advincula (kardinál-kněz, arcibiskup manilský)
- Charles Maung kardinál Bo SDB (kardinál-kněz, arcibiskup rangúnský)
- Joseph kardinál Coutts (kardinál-kněz, arcibiskup Káráčí)
- Pablo Virgilio Siongco kardinál David (biskup v Kalookanu)
- John Atcherley kardinál Dew (kardinál-kněz, emeritní arcibiskup wellingtonský)* Virgílio kardinál do Carmo da Silva (kardinál-kněz, arcibiskup v Dili)
- Filipe Neri kardinál Ferrão (kardinál-kněz, arcibiskup v Goa a Damão)
- Sebastian kardinál Francis (kardinál-kněz, biskup penangský)
- William kardinál Goh (kardinál-kněz, arcibiskup singapurský)
- Ignatius Suharyo kardinál Hardjoatmodjo (kardinál-kněz, arcibiskup Jakarty)
- Lazar Ju kardinál Hung-sik (kardinál-jáhen, prefekt Dikasteria pro klérus)
- Stephen kardinál Chow Sau-yan (kardinál-kněz, biskup hongkongský)
- Tarcisio Isao kardinál Kikuchi (kardinál-kněz, arcibiskup tokijský)
- George Jacob kardinál Koovakad (kardinál-jáhen, úředník Státního sekretariátu odpovědný za papežské cesty, člen syro-malabarské církve)
- Francis Xavier Kriengsak kardinál Kovithavanij (kardinál-kněz, arcibiskup bangkocký)
- Soane Patita Paini kardinál Mafi (kardinál-kněz, biskup tonžský)* Thomas Aquino kardinál Man’yō Maeda (kardinál-kněz, arcibiskup Ósaky)
- Dominique Joseph kardinál Mathieu (arcibiskup teheránsko-isfahánský)
- Albert Malcolm Ranjith kardinál Patabendige Don (kardinál-kněz, arcibiskup kolombský)
- Anthony kardinál Poola (kardinál-kněz, arcibiskup hajdarábádský)
- John kardinál Ribat MSC (kardinál-kněz, arcibiskup portmoresbský)* Louis kardinál Sako (kardinál-biskup, chaldejský patriarcha Babylonie)
- Luis Antonio Gokim kardinál Tagle (kardinál-biskup, proprefekt pro prvotní evangelizaci Dikasteria pro evangelizaci)
- Isaac Baselios Cleemis Thottunkal (kardinál-kněz, syrsko-malankarský vyšší arcibiskup trivandrumský)

## Afričtí kardinálové
- Fridolin kardinál Ambongo Besungu O.F.M. Cap. (kardinál-kněz, arcibiskup Kinshasy)
- Stephen kardinál Brislin (kardinál-kněz, arcibiskup capetownský)
- Ignace Bessi kardinál Dogbo (kardinál-kněz, arcibiskup abidžanský)
- Arlindo kardinál Gomes Furtado (kardinál-kněz, biskup santiagský)
- Antoine kardinál Kambanda (kardinál-kněz, arcibiskup v Kigali)
- Jean-Pierre kardinál Kutwa (kardinál-kněz, emeritní arcibiskup abidžanský)
- Stephen Ameyu Martin kardinál Mulla (kardinál-kněz, arcibiskup v Džubě)
- John kardinál Njue (kardinál-kněz, arcibiskup nairobský)
- Dieudonné kardinál Nzapalainga CSSp (kardinál-kněz, arcibiskup banguiský)
- Peter Ebere kardinál Okpaleke (kardinál-kněz, biskup ekwulobijský)
- Philippe Nakellentuba kardinál Ouédraogo (kardinál-kněz, arcibiskup ouagadougouský)
- Protase kardinál Rugambwa (kardinál-kněz, arcibiskup Tabory)
- Robert kardinál Sarah (kardinál-kněz, bývalý arcibiskup conakerský, bývalý perfekt Kongregace pro bohoslužbu a svátosti)
- Berhaneyesus Demerew kardinál Souraphiel CM (kardinál-kněz, arcibiskup addisabebský, metropolita Etiopské katolické církve sui juris)
- Désiré kardinál Tsarahazana (kardinál-kněz, arcibiskup Toamasina)
- Peter Kodwo Appiah kardinál Turkson (kardinál-kněz, bývalý arcibiskup v Cape Coast)
- Jean-Paul kardinál Vesco (kardinál-kněz, arcibiskup alžírský)